# (3409) Abramov
(3409) Abramov es un asteroide perteneciente al cinturón de asteroides, descubierto el 9 de septiembre de 1977 por Nikolái Stepánovich Chernyj desde el Observatorio Astrofísico de Crimea (República de Crimea).

## Designación y nombre
Designado provisionalmente como 1977 RE6. Fue nombrado Abramov en honor al novelista soviético ruso Fyodor Abramov.